# Производство на облекло, без кожухарско
Производството на облекло, без кожухарско, е един от подотраслите на производството на облекло в Статистическата класификация на икономическите дейности за Европейската общност.
Секторът обхваща производството на повечето видове облекло – от текстил и обработени кожи, работно, горно и долно, както и на аксесоари като ръкавици, колани, вратовръзки и други подобни.
В България към 2017 година секторът включва над 4 хиляди предприятия с общ обем на продажбите 2,44 милиарда лева и около 89 хиляди служители, като най-големите предприятия по брой на служителите са „Пирин-Текс“ в Гоце Делчев, „Димитров“ в Плевен и „Дзалли“ в Габрово.